# 龐建國
龐建國（1953年8月19日—2022年1月11日），中華民國政治人物，中國國民黨籍。生於苗栗縣，曾任台北市議員與立法委員。畢業於國立中興大學應用數學系，1980年自國立臺灣大學三民主義研究所獲得碩士學位後，至國立中山大學中山學術研究所擔任講師，考取國民黨中山獎學金，於1982年赴美國布朗大學社會學研究所攻讀博士學位，專攻國家發展比較研究，1987年取得博士學位。其博士論文之題目為《The State and Economic Transformation：The Taiwan Case》，由依賴發展論大師Peter B. Evans指導，被評選為該年度探討開發中國家經濟發展最佳博士論文之一，由紐約Garland出版社出版。龐建國於2001年3月29日與相戀11年的電視主播邱秀珍結婚。

## 生平
龐建國籍貫廣東陽江。祖父是同盟會成員，曾參與黃花崗起義，父親是黃埔軍校畢業，曾參與北伐和抗日戰爭。受家庭長輩影響，龐建國忠實追隨孫中山的國家發展思想。
龐建國取得博士學位之後，至國立臺灣大學社會學系暨研究所任教，積極參與中國國民黨之青年工作，並與「新國民黨連線」成員郁慕明、趙少康等人交好。新國民黨連線脫離國民黨成立新黨後，1994年龐接受新黨徵召，參選台北市議員，以中正、萬華選區第一高票當選。1998年龐參與新黨立法委員初選失利，改以無黨籍身份參選市議員，再度當選，並為該屆台北市議會唯一無黨籍之市議員。
2000年總統選舉時，龐建國擔任宋楚瑜和張昭雄台北市競選總部主任委員，選後參與親民黨之創立，並於2001年以親民黨籍當選台北市南區之立法委員。龐建國於擔任立法委員期間，曾結合關心科技發展與數位化趨勢之立法委員成立「數位匯流立法推動聯盟」，擔任聯盟召集人，主導「電信法」、「廣播電視法」、「通訊傳播基本法」和「著作權法」等法案之立法與修法工作。同時結合業者成立「中華數位內容協會」，擔任總顧問，協助推動台灣數位內容產業之發展，當時其立院辦公室主任為方旭，第十一任立法委員葉元之獲新黨元老許歷農推薦進入其辦公室出任助理。
2003年9月龐建國參加第六屆「京台科技論壇」，呼應該論壇發起人英業達集團副董事長溫世仁之倡議，呼籲海峽兩岸藉由優勢互補，共同制定資通訊業之產業標準，掌握全球化挑戰和智慧財產權競爭之制高點，以創造知識經濟時代海峽兩岸之互利雙贏。溫世仁於同年12月猝逝，龐建國向時任立法院副院長和中國國民黨副主席之江丙坤說明溫世仁之主張，獲得江認同，號召台灣之資通訊業大廠成立「華聚產業共同標準推動基金會」，江丙坤擔任董事長，龐建國擔任顧問，致力推動海峽兩岸共同制定資通訊業之產業標準，建立海峽兩岸高科技業交流合作之渠道與平台。經過多次交流活動後，華聚基金會已被中国大陆認可，成為海峽兩岸資通訊業共同制定產業標準台灣方面之窗口。
2004年總統選舉，龐建國擔任連戰及宋楚瑜全國競選總部發言人、新聞組組長以及政策白皮書科技組召集人，但同年底競選立法委員連任失利。立委連任失利後，龐建國至中國文化大學中山學術研究所任教，並擔任國民黨智庫國家政策研究基金會科技經濟組顧問。
2006年龐建國重新加入中國國民黨，於郝龍斌競選臺北市市長時，擔任其競選總部後援會執行副總幹事。郝當選市長後，聘請龐建國擔任臺北市政府市政顧問副總召集人。
2007年2月，前臺北市市長馬英九因特別費案遭到檢調起訴，馬依原承諾辭去中國國民黨主席一職，並正式宣布參選2008年總統選舉，在馬英九競選政見中，龐建國負責科技政策之撰寫。
2008年出任馬英九政府的海基會副秘書長（原本內定出任海基會副秘書長，實際為顧問身份），擔任兩岸談判代表，但因失言風波遭到抨擊而退出第一線工作。
2012年8月，龐建國取得教授資格，繼續於中國文化大學中山與中國大陸研究所專任教職。

## 逝世
2022年1月11日，龐建國在凌晨在LINE及wechat群組留下「不公不義的台灣，我生不如死！」訊息後，凌晨4:49在住家墜樓。

## 著作
- 1988，《上班族的心事》。台北：時報文化。（與蕭新煌、張茂桂、徐正光合著）
- 1991，《兩岸之間：省思、觀察與探索》。台北：永然文化。
- 1992，《社會學概論》。台北：匯華圖書公司。（與詹火生、陳小紅、陳東升、劉淑瓊合著）
- 1992，The State and Economic Transformation: The Taiwan Case. New York: Garland.
- 1993，《國家發展理論－兼論台灣發展經驗》。台北：巨流圖書公司。
- 1993，《台灣經驗的理論與實際》。台北：幼獅文化。
- 1994，《都市人心理》。台北：希代書版。
- 2012，《孫中山思想的時代意義：國家發展研究的視角》。新北市：韋伯文化國際出版公司。

## 研究報告
- 1990，《我國勞工運動之發展趨勢及其因應措施之研究》。台北：行政院研究發展考核委員會。
- 2010，《海峽兩岸交流合作制度安排與政策制定比較研究─以「搭橋專案」為例》。台北：經濟部兩岸產業搭橋專案辦公室。
- 2011，《深化兩岸產業合作策略之研究─以「搭橋專案」為例》。台北：經濟部兩岸產業搭橋專案辦公室。
- 2012，《經合會架構下兩岸產業技術標準合作機制之研究》。台北：經濟部兩岸產業搭橋專案辦公室。

## 論文
- 1988，〈美國都市發展的今昔〉，《美國月刊》。第二卷，第十期，頁73－78。
- 1988，〈從人文區位學談美國都市的土地利用〉，《美國月刊》。第三卷，第六期，頁83－92。
- 1988，〈經濟發展與政治變遷〉，《國立成功大學社會科學學報》。創刊號，頁37－55。（收入《台灣經驗的理論與實際》一書）
- 1988，〈對葛蘭西國家論的一些評析〉，《中山社會科學譯粹季刊》。第三卷，第四期，頁79－80。
- 1989，〈發展社會學的過去、現在與未來〉，《國立政治大學社會學報》。第二十四期，頁171－176。
- 1989，〈國家機關與台灣社會轉型〉，葛永光等著，《現代化的困境與調適－中華民國轉型期的經驗》，頁181－205。（收入《台灣經驗的理論與實際》一書）
- 1989，〈國家結構與國家政策：台灣經驗對新興工業化國家的意涵〉，《中山社會科學季刊》。第四卷，第一期，頁43－53。（收入《台灣經驗的理論與實際》一書）
- 1989，“State Structure and State Policy: Implications of the Taiwanese Case for Newly Industrializing Countries.”In Hsin-Huang Michael Hsiao, Wei-Yuan  Cheng and Hou-Sheng Chan (eds.), Taiwan: A Newly Industrialized State, pp.3-30. Taipei: Department of Sociology, National Taiwan University. (collaborated with Peter B. Evans)
- 1990，〈福利國家的爭議〉，《中山社會科學季刊》。第五卷，第三期，頁1－10。
- 1990，“The State and Socioeconomic Development in Taiwan Since 1949.”Issues and Studies.Vol.26, No.5, pp.11-36.
- 1991，〈對台灣社會變遷發展經驗的省思〉，收錄於詹火生編著，《社會變遷與社會福利》，頁47－61。台北：財團法人民主文教基金會。（收入《台灣經驗的理論與實際》一書）
- 1992，〈國民黨與台灣地區的政治民主化〉，《國立台灣大學中山學術論叢》。第十期，頁63－88。（收入《台灣經驗的理論與實際》一書）
- 1992，〈近四十年來台灣社會變遷的一些觀察〉，《近四十年來海峽兩岸發展狀況比較》。台北：中國國民黨革命實踐研究院。（收入《台灣經驗的理論與實際》一書）
- 1992，“The Changing Relationship Between the State and Society in Taiwan During the 1980s.”National Taiwan University Journal of Sociology. No.21, pp.1－34.
- 1994，〈社會變遷與國家發展理論的演變及其新動向〉，《中山社會科學學報》。第八卷，第一期，頁113－139。
- 1994，“The Transition to Export-Led Growth in Taiwan.” In Joel D. Aberbach, David Dollar and Kenneth L.Sokoloff (eds.), The Role of the State in Taiwan's Development. New York: M. E. Sharpe.(collaborated with Stephan Haggard)
- 1996，《現代化與喪葬處理》。收錄於上海民俗學會編《中國民間文化－喪葬文化研究》。上海：學林。
- 1997，〈國家在東亞經濟轉化中的角色〉。收錄於羅金義、王章偉合編，《奇跡背後─解構東亞現代化》，頁25-55。香港：牛津大學出版社。
- 2005，〈全球化與在地化－對台灣數位內容產業推動政策的思辨〉。收錄於經濟部數位內容產業推動辦公室編撰《2005台灣數位內容產業白皮書》，附錄五－1，台北：經濟部工業局。
- 2010，〈從比較公共行政觀點探討兩岸產業合作機制：以「搭橋專案」為例〉，《中國行政評論》，第十八卷，第一期，頁1-40。
- 2010，〈國家發展研究主導概念之變化及其政策意涵〉，《社會科學論叢》，第四卷，第二期，頁104-154。
- 2011，〈ECFA後兩岸產業合作展望─政治經濟學的分析〉，《國家發展研究》，第十一卷，第一期，頁43-95。
- 2011，〈孫中山思想的特性與時代意義〉，於中山學術文化基金會編，《中山先生建國宏規與實踐》，頁127-175。台北市：財團法人中華民國中山學術文化基金會。
- 2012，〈「十二五」規劃與兩岸產業合作展望〉，《中共研究》，第46卷，第4期，頁72-86。
- 2012，〈論台灣經驗與中國模式〉，Modern China Studies，(《當代中國研究》)，Volume 19，Issue 2，pp.25-83。

## 外部連結
- 立法院-龐建國委員簡介